# مارك ليتش
مارك ليتش (بالإنجليزية: Marc Leach)‏ (12 يوليو 1983 في المملكة المتحدة - ) هو لاعب كرة قدم بريطاني في مركز الدفاع. لعب مع ويكمب وندررز ووينجيت آند فينشلي.

## وصلات خارجية
- مارك ليتش على موقع قاعدة بيانات كرة القدم.إي يو (الإنجليزية)